# Wilhelm Keilhau
Se også Wilhelm Christian Keilhau Fabritius.
Wilhelm Christian Ottesen Keilhau (født 30. juli 1888 i Kristiania, død 9. juni 1954 i Oslo) var norsk socialøkonom, journalist og historiker, søn af Harald Keilhau (1854–90) og Louise Ottesen (1867–1927). Han var gift to gange.

## Baggrund
Keilhaus far døde, da sønnen var to år gammel, og Wilhelm voksede op som enebarn. I opvæksten var han generet af dårligt helbred og fik kun to år med normal skolegang, men tog alligevel en glimrende studentereksamen i 1907. Som 15-årig flyttede han til Lillehammer og begyndte straks at arbejde for en drengeskytterforening - den første i Norge, stiftet af ham 14. januar 1905. Idéen affødte en egen stortingsmelding, men unge Keilhau var utilfreds med, at meldingen var for vag og uforpligtende.

## Karriere
Kailhau aflagde statsøkonomisk eksamen i 1909 og juridisk embedseksamen i 1912, begge med strålende resultat. Men i 1917 disputerede han for doktorgraden om grundrentelæren, analyseret af David Ricardo og andre store klassiske økonomer. Keilhau påpegede fejl i deres resonnementer - men det var ham selv, der havde regnet forkert. Han bestod sin doktorgrad, men måtte vente i 17 år, inden han blev professor i 1934. I mellemtiden havde han skrevet flere bind af Det norske folks liv og historie. Her omtalte han den tidligere finansminister Anton Omholt sådan, at Omholts børn gik til injuriesøgsmål, som de også vandt. Byrettens dom blev indsat i de usolgte eksemplarer. Keilhau fungerede også som lærer i landbrugsret og nationaløkonomi ved Norges landbrukshøgskole 1914–17 og som administrerende direktør for Norges første ruteflyselskab, Det norske Luftfartsrederi (Bergen-Haugesund-Stavanger), i 1918. Han fik udgivet en digtsamling, en pamflet om den franske besættelse af Ruhr og to skildringer af mentaliteten i "jobbetiden". Keilhau skrev også bindet om Norge i Carnegie-stiftelsens verdensomspændende værk om den første verdenskrig, Norge og verdenskrigen (1927).
Som professor blev han ikke vurderet som egnet til at forelæse i økonomisk teori, men blev sat til at forelæse i økonomisk historie, politik og finanslære. Han var med i Den konsultative norske komité for racehygiejne og bidrog med udformningen af steriliseringsloven (vedtaget i 1934 mod én stemme, for tvangssteriliseringer). Om indvandringsloven i USA skrev Keilhau i 1924: "Set i verdenshistorisk synsvinkel er den vigtigste politiske begivenhed i det sidste år hverken socialdemokratiets magtovertagelse i England, det nye økonomiske sammenbrud i Rusland eller venstreblokkens sejr i Frankrig - men vedtagelsen af den nye indvandringslov i USA." De amerikanske politikere, som stemte for den nye lov, brød med de tidligere demokratiske lighedsregler, og flyttede politikkens grundlag fra moralske til biologiske forestillinger. Senere var Keilhau også leder af Straffelovkomitéen.

## Under krigen
Keilhau skrev mange artikler og afhandlinger om penge- og valutaspørgsmål. Han var medlem af Norges Banks direktion i London under anden verdenskrig og var den norske udsending til Bretton Woods-konferencen i 1944. Sammen med Norges Banks direktør Arnold Ræstad repræsenterede han en centralbank uden guldbeholdning eller kontrol over den norske krone. Guldbeholdningen var bjerget ud af Norge, da tyskerne besatte landet, men regeringen beholdt den, og pengesedler blev fortsat trykket op i Norge, hvor den gamle centralbankchef fortsatte sit arbejde under den tyske besættelsesmagt. Regeringen var tilfreds med, at det forhindrede Norge i at synke ned i kaos; men Keilhau og Ræstad såede tvivl om, hvorvidt disse krigspenge ville være gyldige efter krigen. Der opstod en bitter fejde mellem Keilhau og Knut Getz Wold (1915-87), rådgiver i finansministeriet, som Keilhau kaldte en femtekolonnist, fordi han forsvarede Norges Banks indsats i Oslo. At finansministeriet lod Keilhau få ansvaret for den første vigtige aftale om økonomien efter krigen, var uventet.

## Værker i udvalg
- Grundrentelæren (1916)
- Die Wertungslehre, #1923
- Tore Tank – Fortælling, #1923 .
- Norge og verdenskrigen. Oslo: Aschehoug, 1927 .
- Det norske folks liv og historie gjennem tiderne. Med Edvard Bull, Wilhelm Keilhau, Haakon Shetelig og Sverre Steen, Aschehoug. 1929
- Streiflys over Marx, 1932. Skrifter udgivet af Bergens Socialøkonomiske Forening nr. 1.
- The Encyclopedia of the Social Sciences. 1930-1935. (bidrag)
- Forår egen tid, 1938
- Den økonomiske og den politiske liberalisme. Stenersens Forlag, 1939
- Dramaet i 1836. Carl Johan og Jonas Collett, 1939
- Handlens Venner' og Oslo Handelsstands Forening 12. november 1841 – 12. november 1941
- Norway in World History. MacDonald & Co 1944 .
- Norsk røst i London. Indlæg og stemninger på utefronten, Aschehoug 1945
- Den nye internationale pengeordning, Aschehoug 1946
- Skibsfartens betydning for Norge, 2. udg., 1948
- Norges ældste linjerederi. Jubilæumskrift til Det Bergenske Dampskibsselskabs 100-års dag. 1951. I anledningen af rederiets 100-årsjubilæum.
- Prisloven, naturretten og liberalisme. Samtiden, nov. 1952.
- Den Norske Pengehistorie, Aschehoug, 1952
- Vennernes Samfund (Kvekerne), I: Redegi., vol.36, side 86-92 .
- Principles of private and public planning a study in economic sociology. Engelsk oversættelse, 1951

## Eksterne links
- Publikationer af Wilhelm Keilhau i BIBSYS (norsk)